# De delictis gravioribus
De delictis gravioribus (latim para "Sobre crimes mais graves") é uma carta escrita em 18 de maio de 2001 pelo Cardeal Joseph Ratzinger, Prefeito da Congregação para a Doutrina da Fé, a todos os Bispos da Igreja Católica e aos outros Ordinários envolvidos, incluindo os das Igrejas Católicas Orientais.
A carta foi publicada no diário oficial da Santa Sé, a Acta Apostolicae Sedis, em 2001.

## Conteúdo
Abrange "as ofensas mais graves reservadas à Congregação para a Doutrina da Fé" que a constituição apostólica Pastor Bonus, de 28 de junho de 1988, atribui à competência daquele cargo:
Art. 52 - A Congregação examina as ofensas contra a fé e as mais graves, tanto no comportamento quanto na celebração dos sacramentos que lhe foram relatados e, se necessário, procede à declaração ou imposição de sanções canônicas de acordo com as normas de direito comum ou próprio.
O Código de Direito Canônico também fala de ofensas reservadas à Congregação para a Doutrina da Fé, e também não as específica.

### Graviora delicta
Dos oito delitos mais graves (graviora delicta) no comportamento ou na celebração dos sacramentos que o De delictis gravioribus especificou, quatro dizem respeito à Eucaristia:
1. Jogar fora as espécies consagradas ou, com um propósito sacrílego, tirá-las ou guardá-las;[4]
2. Tentar, se não um padre, celebrar a missa ou fingir fazê-lo;[5]
3. Concelebrar a Eucaristia com ministros de comunidades eclesiais que carecem de sucessão apostólica e não reconhecem a dignidade sacramental da ordenação sacerdotal;[6]
4. Consagrar o pão ou o vinho sem o outro, ou consagrar ambos, mas fora da celebração da Missa.[7]

Três dizem respeito ao sacramento da Confissão:
1. Absolver um cúmplice do pecado sexual;[8]
2. Fazer um avanço sexual na Confissão ou por ocasião ou a pretexto da Confissão;[9]
3. Violação direta do sigilo da confissão.[10]

Além disso, o documento lista um delito de caráter moral, não diretamente ligado à administração dos sacramentos, reservado da mesma forma que estes à Congregação para a Doutrina da Fé, a saber, o crime de um clérigo (bispo, sacerdote ou diácono) que comete um pecado sexual com alguém menor de 18 anos de idade.

## Procedimento
A reserva desses delitos à Congregação não significa que a própria Congregação julgue os acusados de cometê-los. Em vez disso, exige que, se uma investigação preliminar demonstrar que é pelo menos provável que o delito tenha sido cometido, o ordinário (nas Igrejas Católicas Orientais chamado de hierarca) consulte a Congregação sobre a maneira pela qual seu próprio tribunal deve proceder. Além disso, quaisquer recursos do veredicto desse tribunal devem ser feitos à Congregação, em vez do habitual tribunal de apelação.

## Prescrição
No caso de ações penais intentadas perante um tribunal eclesiástico contra alguém acusado de crimes reservados à Congregação para a Doutrina da Fé, a prescrição limita normalmente a dez anos a contar da data da prática de uma infração o prazo em que a ação penal pode ser iniciada; mas o documento De delictis gravioribus estabelece que, no caso de crime sexual contra menor, o prazo de dez anos só começa a correr quando o menor atinge 18 anos de idade.